# 大出使
在俄羅斯帝國歷史上，大出使（俄语：Великое посольство）是沙皇彼得大帝在位時，在1697至1698年間，對西歐派遣使節的一連串外交行動。
這些外交作為的目的，是鞏固與加深俄羅斯帝國與歐洲數個國家間的聯盟關係，強化神聖同盟的力量，並借此與鄂圖曼帝國對抗，增加俄羅斯帝國在黑海地區的影響力。在這次行動中，彼得大帝本人以化名方式，假扮成使節團之中的一個成員，前往西歐各國遊歷。

## 歷史
在這次出使行動中，彼得一世隱藏了自己的身份，假扮成使節團的一個成員，在實際上領導這次的出使行動。使節團曾經會晤了腓特烈一世等人。
在1697年8月初，使節團到達荷蘭共和國，會見威廉三世。在荷蘭停留期間，彼得一世曾經在造船廠中與工匠一同工作，了解造船工藝，成為日後組建俄羅斯帝國艦隊的基礎。
1698年1月，彼得一世與部份使節團成員到訪英格蘭，曾經拜訪了愛德蒙·哈雷等人，訪問了格林尼治皇家天文台、英國皇家造幣局、皇家學會與牛津大學等地方。因為國內禁衛軍叛變事件，彼得一世結束了在西歐的行程，先行回國。但在這次出使行動中的見聞，促成了日後的改革。